# The Time Machine (Freestyle Music Park)
The Time Machine in Freestyle Music Park (Myrtle Beach, South Carolina, USA) war eine Stahlachterbahn vom Modell Sitting Coaster des Herstellers Bolliger & Mabillard, die am 15. April 2008 als Led Zeppelin – The Ride im damaligen Hard Rock Park eröffnet wurde. Bereits 2009 wurde sie zusammen mit dem restlichen Park geschlossen. Am 25. Januar 2017 wurde die Bahn unter dem Namen Dragon's Run im Dragon Park (Hạ Long, Quảng Ninh, Vietnam) neu eröffnet.

## Fahrt
The Time Machine besaß sechs Inversionen: einen 37 m hohen Looping, eine 29 m hohe Cobra-Roll, eine 23 m hohe Zero-g-Roll, einen weiteren Looping und einen Korkenzieher.
Nachdem der Zug die Station verlassen hatte, wurde er einen 46 m hohen Lifthill hochgezogen. Der First Drop endete mit dem ersten Looping, der von der Cobra Roll gefolgt wurde. Nach der Zero-g-Roll und dem zweiten Looping folgte eine Helix, bevor der Zug die Blockbremse erreichte. Eine weitere kleine Helix führte in den Korkenzieher, nach dem eine weitere Helix in die Schlussbremse führte.

## Züge
The Time Machine besaß zwei Züge mit jeweils acht Wagen. In jedem Wagen konnten vier Personen (eine Reihe) Platz nehmen. Als Rückhaltesystem kamen Schulterbügel zum Einsatz. Während der Fahrt als Led Zeppelin hörten die Fahrgäste das Lied Whole Lotta Love von der gleichnamigen Band Led Zeppelin über das in die Züge eingebaute Lautsprechersystem. Das vordere Ende der Züge wurde nach der Form eines Zeppelins gestaltet.